# 翼-60th Anniversary Premium Box-
『翼-60th Anniversary Premium Box-』は、2020年12月2日にビクターより発売された、橋幸夫の120の楽曲を収録したデビュー60周年を記念したベストアルバム（VIZL-1827）。現在までに発表した182枚のシングル343曲から120曲を抽出して制作されており、シングルカットされた楽曲以外のオリジナルアルバム楽曲からの収録はない。

## 概要
1960年7月5日、『潮来笠』（作詞：佐伯孝夫、作曲：吉田正）でデビューした橋は、2020年7月で満60周年となり、これを記念しての制作となっている。
デビュー曲での第2回日本レコード大賞新人賞受賞を皮切りに、1962年には今なお歌い継がれる吉永小百合とのデュエット曲「「いつでも夢を」が発売から「1か月で30万枚という驚異的な記録をたて（半年後の翌年5月に100万枚突破）」る大ヒットとなり、第4回日本レコード大賞を受賞（累計売上は260万枚を記録している）。1966年には「霧氷」で再び第8回日本レコード大賞を受賞。同賞で、いずれも史上初となる2度目の大賞受賞と新人賞と大賞の2冠を達成した(当時は最優秀歌唱賞は存在しなかったため、主要な賞は新人賞と大賞のみだった）。この間、数々の映画に主演・出演し、「江梨子」「チェッ・チェッ・チェッ -涙にさよならを-」「あの娘と僕-スイム・スイム・スイム-」「雨の中の二人」「恋のメキシカン・ロック」「子連れ狼」「今夜は離さない」「君の手を」など、ジャンルの枠を越えて、昭和、平成、令和と楽曲を次々にリリースし、現在までに発表したシングルは182枚に達している。
今回のベストボックスでは、橋自身が選曲した120曲をテーマ別にCD8枚に分けて収録されている。
- Disc1は『旅』をテーマに「潮来笠」「佐久の鯉太郎」など股旅シリーズ
- Disc2は『藍』をテーマに「若いやつ」「いつでも夢を」など青春シリーズ
- Disc3は『恋』をテーマに「恋をするなら」「恋と涙の太陽」など恋シリーズ
- Disc4は『愛』をテーマに「雨の中の二人」「霧氷」など愛シリーズ
- Disc5は『刻』をテーマに「南海の美少年」「お嬢吉三」など時代物シリーズ
- Disc6は『踊』をテーマに「大東京音頭」「盆ダンス」など音頭シリーズ
- Disc7は『魂』をテーマに「長州にて候」などに、未発売曲「幸々音頭」も加えた自作曲シリーズ
- Disc8は『道』をテーマに「人生はまだ語れない」「生きて、悔いなし」など人生シリーズ

と8系統に纏め、各テーマのタイトルも自ら行筆している。
60周年記念曲の「恋せよカトリーヌ」は恋シリーズ（Disc2）に、「この世のおまけ」は人生シリーズでなく、橋自身の作曲のため自作曲シリーズ（Disc5）に収録となっている。今回の選曲では、これまでのベスト盤には無いレアトラックも多数収録されているため、「おけさ唄えば」「木曽ぶし三度笠」「沓掛時次郎」「僕等はみんな恋人さ」「京都・神戸・銀座」「今夜は離さない」や最近の「君の手を」など良く知られているヒット曲でも収録されていないものがかなりある。DVDには、『60周年記念映像』として貴重な写真の数々や潮来・京都の旅映像、ボックスタイトル文字“翼”の揮毫シーン、さらに60周年記念曲「恋せよカトリーヌ」ミュージックビデオを収録している。この他、全120ページのブックレットに加え、CD各1枚にフォトカード1枚、DVD1枚に特製カード1枚も封入されている。
なお、橋のデビュー60周年記念としては、これと別に現在までに発表したデュエットソングに特化し、21の楽曲を収録したベストアルバム『60周年記念デュエットベスト〜星よりひそかに 雨よりやさしく〜』が、2019年7月3日にビクターより発売されている（VICL-65207）。

### 収録曲
【Disc1“旅”】
| NO | 曲 名            | 収録シングル                               | 備考                          |
| 01 | 潮来笠           | 1960年7月発売 シングル1枚目                | デビュー曲 レコード大賞新人賞 |
| 02 | 伊太郎旅唄       | 1960/7月発売 シングル1枚目カップリング曲   |                               |
| 03 | 緋桜ふぶき       | 1961/3月発売 シングル6枚目カップリング曲   |                               |
| 04 | 俺ら次郎長       | 1961/10月発売 シングル14枚目               |                               |
| 05 | 雲と三度笠       | 1962/5月発売 シングル22枚目カップリング曲  |                               |
| 06 | 月夜の渡り鳥     | 1963/12月発売 シングル44枚目               |                               |
| 07 | 大利根仁義       | 1964/10月発売 シングル57番目               |                               |
| 08 | 八州喧嘩笠       | 1965/3月発売 シングル63枚目                |                               |
| 09 | すっ飛び野郎     | 1964/5月発売 シングル64枚目                |                               |
| 10 | 佐久の鯉太郎     | 1967/5月発売 シングル93枚目                |                               |
| 11 | 星の三度笠       | 1969/1月発売 シングル102枚目カップリング曲 |                               |
| 12 | 花の喧嘩旅       | 1975/6月発売 シングル128枚目               |                               |
| 13 | 股旅'78          | 1978/9月発売 シングル137枚目               |                               |
| 14 | 面影渡り鳥       | 1996/5月発売 シングル165枚目               |                               |
| 15 | ちゃっきり茶太郎 | 2016/6月発売 シングル180枚目               |                               |

【Disc2“藍”】
| NO | 曲 名              | 収録シングル                               | 備考                        |
| 01 | 若い素顔           | 1961/5月発売 シングル7枚目                 |                             |
| 02 | 江梨子             | 1962/1月発売 シングル17枚目                |                             |
| 03 | 若いやつ           | 1962/5月発売 シングル23枚目                |                             |
| 04 | 大学の青春         | 1962/5月発売 シングル23枚目カップリング曲  |                             |
| 05 | すずらん娘         | 1962/8月発売 シングル25枚目カップリング曲  |                             |
| 06 | いつでも夢を       | 1962/9月発売 シングル27枚目                | 第4回日本レコード大賞受賞曲 |
| 07 | 雲が呼んでる       | 1962/10月発売 シングル28枚目カップリング曲 |                             |
| 08 | 舞妓はん           | 1963/3月発売 シングル31枚目                |                             |
| 09 | 若い東京の屋根の下 | 1963/4月発売 シングル34枚目                |                             |
| 10 | 白い制服           | 1963/8月発売 シングル40枚目                |                             |
| 11 | 若い歌声           | 1963/11月発売 シングル43枚目               |                             |
| 12 | そこは青い空だった | 1964/4月発売 シングル49枚目                |                             |
| 13 | 青いセーター       | 1964/6月発売 シングル51枚目                |                             |
| 14 | 青年期             | 1974/8月発売 シングル126枚目カップリング曲 |                             |
| 15 | 若い渚             | 1967/5月発売 シングル89枚目カップリング曲  |                             |

【Disc3“恋”】
| NO | 曲 名                                   | 収録シングル                              | 備考                        |
| 01 | 恋をするなら                            | 1964/8月発売 シングル54枚目               | 第7回日本レコード大賞企画賞 |
| 02 | ゼッケンNO.1スタートだ                  | 1964/9月発売 シングル56枚目               | 第7回日本レコード大賞企画賞 |
| 03 | チェッ・チェッ・チェッ -涙にさよならを- | 1964/11月発売 シングル59枚目              | 第7回日本レコード大賞企画賞 |
| 04 | 恋のインターチェンジ                    | 1965/3月発売 シングル61枚目               |                             |
| 05 | 恋の渚                                  | 1965/6月発売 シングル67枚目カップリング曲 |                             |
| 06 | あの娘と僕-スイム・スイム・スイム-      | 1965/6月発売 シングル68枚目               | 第7回日本レコード大賞企画賞 |
| 07 | 恋と涙の太陽 (アメリアッチ)             | 1966/6月発売 シングル81枚目               |                             |
| 08 | 夜は恋する                              | 1967/3月発売 シングル88枚目               |                             |
| 09 | 恋のメキシカン・ロック                  | 1967/5月発売 シングル89枚目               |                             |
| 10 | 水色の夜の恋                            | 1967/7月発売 シングル91枚目カップリング曲 |                             |
| 11 | 思い出のカテリーナ                      | 1967/12月発売 シングル94枚目              |                             |
| 12 | 恋はせつなく                            | 1968/7月発売 シングル99枚目               |                             |
| 13 | みちゆき列車                            | 1984/5月発売 シングル150枚目              |                             |
| 14 | 泣くな恋人よ                            | 1985/5月発売 シングル153枚目              |                             |
| 15 | 恋せよカトリーヌ                        | 2020/7月発売 シングル182枚目              |                             |

【Disc4“愛”】
| NO | 曲 名                    | 収録シングル                               | 備考                        |
| 01 | わすられぬ人             | 1964/5月発売 シングル50枚目                |                             |
| 02 | 愛をこめて               | 1964/11月発売 シングル59枚目カップリング曲 |                             |
| 03 | ふたりの夜               | 1965/6月発売 シングル67枚目                |                             |
| 04 | あなたをつれて           | 1965/10月発売 シングル72枚目               |                             |
| 05 | 雨の中の二人             | 1966/1月発売 シングル75枚目                |                             |
| 06 | 今日子                   | 1966/9月発売 シングル83枚目カップリング曲  |                             |
| 07 | 霧氷                     | 1966/10月発売 シングル84枚目               | 第8回日本レコード大賞受賞曲 |
| 08 | シンガポールの夜は更けて | 1966/12月発売 シングル85枚目               |                             |
| 09 | バラ色の二人             | 1967/88月発売 シングル88枚目カップリング曲 |                             |
| 10 | そばにいておくれ         | 1967/7月発売 シングル91枚目                |                             |
| 11 | 夜明けの二人             | 1968/4月発売 シングル96枚目                |                             |
| 12 | 雨のロマン               | 1968/5月発売 シングル97枚目                |                             |
| 13 | 東京-パリ                | 1969/12月発売 シングル106枚目              |                             |
| 14 | 絆                       | 1984/8月発売 シングル151枚目               |                             |
| 15 | 会えてよかった           | 1986/6月発売 シングル155枚目カップリング曲 |                             |

【Disc5“刻”】
| NO | 曲 名                        | 収録シングル                                 | 備考                                             |
| 01 | 南海の美少年（天草四郎の唄） | 1961/5月発売 シングル8枚目                   |                                                  |
| 02 | 花の白虎隊                   | 1961/5月発売 シングル8枚目カップリング曲     |                                                  |
| 03 | 中山七里                     | 1962/5月発売 シングル22枚目                  |                                                  |
| 04 | 美少年忠臣蔵                 | 1962/8月発売 シングル24枚目                  |                                                  |
| 05 | お嬢吉三                     | 19963/10月発売 シングル42枚目                |                                                  |
| 06 | 風流いろは唄                 | 1963/12月発売 シングル44枚目カップリング曲   |                                                  |
| 07 | 白井権八                     | 1964/2月発売 シングル46枚目                  |                                                  |
| 08 | 孤剣                         | 1964/7月発売 シングル52枚目                  |                                                  |
| 09 | 無法者                       | 1965/10月発売 シングル72枚目カップリング曲   |                                                  |
| 10 | 残侠小唄                     | 1965/11月発売 シングル73枚目                 |                                                  |
| 11 | 一心太助                     | 1974/110月発売 シングル114枚目カップリング曲 |                                                  |
| 15 | 子連れ狼                     | 1971/12月発売 シングル115枚目                | 第14回日本レコード大賞大衆賞ほか各賞受賞曲       |
| 12 | 京ごよみ -沖田総司-          | 1974/9月発売 シングル126枚目                 | 第16回日本レコード大賞中山晋平・西条八十賞受賞曲 |
| 13 | 以蔵残月                     | 1996/5月発売 シングル165枚目カップリング曲   |                                                  |
| 14 | 孤愁人・良寛                 | 1999/4月発売 シングル166枚目カップリング曲   |                                                  |

【Disc6“踊”】
| NO | 曲 名                    | 収録シングル                              | 備考 |
| 01 | 東京オリンピック音頭     | 1962/3月発売 シングル19枚目カップリング曲 |      |
| 02 | 新博多どんたく           | 1963/3月発売 シングル33枚目               |      |
| 03 | お祭り小僧               | 1963/5月発売 シングル36                   |      |
| 04 | 東京五輪音頭             | 1964/7月発売 シングル53枚目               |      |
| 05 | 東京音頭                 | 1964/7月発売 シングル53枚目カップリング曲 |      |
| 06 | 調和音頭                 | 1965/7月発売 シングル69                   |      |
| 07 | 東西南北音頭 （東京）    | 1967/1月発売 シングル90枚目               |      |
| 08 | 大名古屋音頭             | 1968/9月発売 シングル98枚目               |      |
| 09 | おとぼけ音頭どどんがどん | 1973/11月発売 シングル124枚目             |      |
| 10 | 宇宙博音頭               | 1978/4月発売 シングル138枚目              |      |
| 11 | 大東京音頭               | 1979/5月発売 シングル140枚目              |      |
| 12 | 昭和音頭                 | 1981/2月発売 シングル144枚目              |      |
| 13 | 高見山音頭               | 1981/2月発売 シングル145枚目              |      |
| 14 | 盆ダンス                 | 2005/2月発売 シングル171枚目              |      |
| 15 | 東北音頭                 | 2011/9月発売 シングル177枚目              |      |

【Disc7“魂”】
| NO | 曲 名                            | 収録シングル                                | 備考 |
| 01 | 噂の金四郎                       | 1974/11月発売 シングル127枚目               |      |
| 02 | さかずき小唄                     | 1974/11月発売 シングル127枚目カップリング曲 |      |
| 03 | 北回帰線                         | 2002/12月発売 シングル169枚目               |      |
| 04 | ねぶた節                         | 2002/12月発売 シングル169枚目カップリング曲 |      |
| 05 | 龍飛抄 ～義経北帰行～            | 2002/12月発売 シングル169枚目カップリング曲 |      |
| 06 | 燃えろ水戸の夏まつり             | 2004/8月発売 シングル170枚目                |      |
| 07 | お元気人生                       | 2004/8月発売 シングル170枚目カップリング曲  |      |
| 08 | 幸々音頭                         | 未発表曲                                    |      |
| 09 | 優駿の風                         | 2005/2月発売 シングル171枚目カップリング曲  |      |
| 10 | テムジン ～蒼き狼伝説～          | 2005/2月発売 シングル171枚目カップリング曲  |      |
| 11 | 花火音頭                         | 2006/11月発売 シングル172枚目               |      |
| 12 | 月                               | 2013/8月発売 シングル178枚目カップリング曲  |      |
| 13 | 長州にて候                       | 2015/2月発売 シングル179枚目                |      |
| 14 | 2020音頭 （来たれ！希望の新時代) | 2016/7月発売 シングル180枚目カップリング曲  |      |
| 15 | この世のおまけ                   | 2020/7月発売 シングル182枚目カップリング曲  |      |

【Disc8“道”】
| NO | 曲 名                  | 収録シングル                               | 備考 |
| 01 | わが生涯は火の如く     | 1961/5月発売 シングル9枚目                 |      |
| 02 | 故郷の花はいつでも紅い | 1961/5月発売 シングル9枚目カップリング曲   |      |
| 03 | 花の兄弟               | 1961/12月発売 シングル16枚目               |      |
| 04 | わが胸に歌は消えず     | 1962/10月発売 シングル28枚目               |      |
| 05 | 芸魂                   | 1963/8月発売 シングル40枚目カップリング曲  |      |
| 06 | 人生無情               | 1971/10月発売 シングル114枚目              |      |
| 07 | 日本のこころ           | 1973/9月発売 シングル121枚目               |      |
| 08 | 少年時代               | 1973/11月発売 シングル123枚目              |      |
| 09 | 人生はまだ語れない     | 1976/11月発売 シングル132枚目              |      |
| 10 | ふるさとの父母         | 1977/2月発売 シングル133枚目カップリング曲 |      |
| 11 | お袋の袋               | 1995/8月発売 シングル164枚目               |      |
| 12 | 母を恋うる歌           | 2009/8月発売 シングル175枚目               |      |
| 13 | 歌                     | 1999/4月発売 シングル166枚目               |      |
| 14 | 生きて、悔いなし       | 2010/6月発売 シングル176枚目               |      |
| 15 | 夢の轍                 | 2013/8月発売 シングル178枚目               |      |

【DVD“翼”】
- ＜60th Anniversary＞
- ＜60周年ご挨拶～潮来の旅＞（BGM「潮来笠」）
- ＜京都の旅＞（BGM「花の舞妓はん」）
- ＜タイトル文字“翼”揮毫＞（BGM「この世のおまけ」）
- ＜60周年記念曲「恋せよカトリーヌ」ミュージックビデオ＞